# Popillia barbellata
Popillia barbellata är en skalbaggsart som beskrevs av Lin 1988. Popillia barbellata ingår i släktet Popillia och familjen Rutelidae. Inga underarter finns listade i Catalogue of Life.